# Andrew Thomas Smith
Andrew Thomas Smith (14 marzo 1946) è uno zoologo statunitense, professore emerito presso la School of Life Sciences dell’Arizona State University di Tempe, Arizona, e dal 2008 professore ospite alla Beijing Normal University di Pechino, in Cina.

## Biografia
Nel 1968 conseguì il Bachelor of Arts all’Università della California di Berkeley. In seguito si trasferì all’Università della California di Los Angeles (UCLA), dove fu Teaching Associate fino al 1972. Nel 1973 ottenne il dottorato con una tesi intitolata The Distribution and Dispersal of Pikas (Ochotona princeps). Trascorse quindi un anno all’Università dell’Alberta, prima di diventare Assistant Professor all’Università di Miami (Coral Gables) dal 1974 al 1978 e Adjunct Assistant Professor dal 1978 al 1980. Nel 1978 iniziò a lavorare all’Arizona State University, dove ricoprì il ruolo di Assistant Professor (1978-1983), Associate Professor (1983-1991) e, dal 1991, Professore ordinario. Nel 1994 svolse un anno di ricerca presso l’Unione Internazionale per la Conservazione della Natura (IUCN) a Gland, in Svizzera, e nel 2001 all'Università di Sydney in Australia. Tra il 2006 e il 2009 fu Associate Director dell’Arizona State University. Dal 1991 al 2020 diresse il Lagomorph Specialist Group della Species Survival Commission (SSC) della IUCN.
Smith conduce ricerche sul campo, focalizzandosi sulle popolazioni e sulle strutture sociali dei mammiferi, in particolare i pika e altri piccoli mammiferi. I suoi studi esaminano aspetti ecologici e variabili multiple che incidono sulle popolazioni, con applicazioni dirette alla conservazione delle specie. È autore di numerosi contributi scientifici ed è membro della American Society of Mammalogists, della Animal Behavior Society, della Ecological Society of America e della Society for Conservation Biology.

## Opere
Oltre a numerosi contributi specialistici su diverse riviste scientifiche e a diversi articoli per Mammalian Species, Smith è autore principale o coautore dei seguenti libri:
- A. T. Smith e Y. Xie, A Guide to the Mammals of China, Changsha, Hunan Education Publishing House, 2009.
- A. T. Smith, Lagomorphs, Washington, Smithsonian Institution Libraries, 2009.
- A. T. Smith e Y. Xie, A Guide to the Mammals of China, Princeton, Princeton University Press, 2008.
- J. McNeely, T. M. McCarthy, A. T. Smith, L. Olsvig-Whittaker e E. D. Wikramanayake (a cura di), Conservation Biology in Asia, Katmandu, Society for Conservation Biology, Asian Section and Resources Himalaya Foundation, 2006.